# Estats amb reconeixement limitat
Aquesta és un llista d'estats de facto amb reconeixement limitat.
S'inclouen només estats actuals que, deixant de banda el seu reconeixement per altres estats, compleixen els criteris de la Convenció de Montevideo de 1933: 1) una població permanent; 2) control sobre un territori; 3) un govern; i 4) capacitat d'entrar en relació amb altres estats.

## Estats que no són membres ni observadors de l'ONU, no reconeguts per cap altre estat
- República de Somalilàndia.
Estat no reconegut per cap altre estat.[1]
Independent de facto des de 1991, el seu territori formaria part de  República Somali segons l'ONU.[2]

## Estats que no són membres ni observadors de l'ONU, no reconeguts per cap membre de l'ONU
- Transnístria, també conegut com a Pridnestrovie.[3]
Independent de facto des de la declaració d'independència de setembre de 1990,[4] el seu territori és reclamat per la  República de Moldàvia.[5]

## Estats que no són membres ni observadors de l'ONU, reconeguts per pocs membres de l'ONU (menys de 5)
- Abkhàzia.
Reconegut per 4 membres de l'ONU: Rússia, Nicaragua, Veneçuela, i Nauru (Tuvalu va reconèixer Ossètia del Sud fins al 2014-03-31);[6] i a més per Alt Karabakh, Ossètia del Sud, i Transnístria.[7]
Independent de facto des de 1992, el seu territori és reclamat per  Geòrgia.[8]
- Ossètia del Sud.
Reconegut per 4 membres de l'ONU: Rússia, Nicaragua, Veneçuela, i Nauru (Tuvalu va reconèixer Ossètia del Sud fins al 2014-03-31);[6] i a més per Abkhàzia, Alt Karabakh, i Transnístria.[9]
Independent de facto des de la declaració d'independència de 1990, el seu territori és reclamat per  Geòrgia.[8]
- República Turca de Xipre del Nord.
Reconegut per Turquia.[10]
Independent de facto des de la invasió turca de 1974, va fer declaració d'independència el 1983. El seu territori és reclamat per la  República de Xipre.[10]

## Estats que no són membres ni observadors de l'ONU, reconeguts per alguns membres de l'ONU (menys de 20)
- República de la Xina, també conegut com a Taiwan.
Reconegut per 19 membres de l'ONU: Belize, Burkina Faso, El Salvador, Guatemala, Haití, Honduras, Illes Marshall, Illes Palau, Illes Salomó, Kiribati, Nauru, Nicaragua, Paraguai, República Dominicana, Saint Kitts i Nevis, Saint Lucia, Saint Vincent i les Grenadines, Swazilàndia, i Tuvalu; a més de la Ciutat del Vaticà. El 1971 va perdre el reconeixement diplomàtic general a partir de la resolució 2758 de l'Assemblea General de les Nacions Unides, que reconeixia la "República Popular Xina com l'únic representant legítim de la Xina a les Nacions Unides"[11] Resolució 2758 de l'Assemblea General de les Nacions Unides.

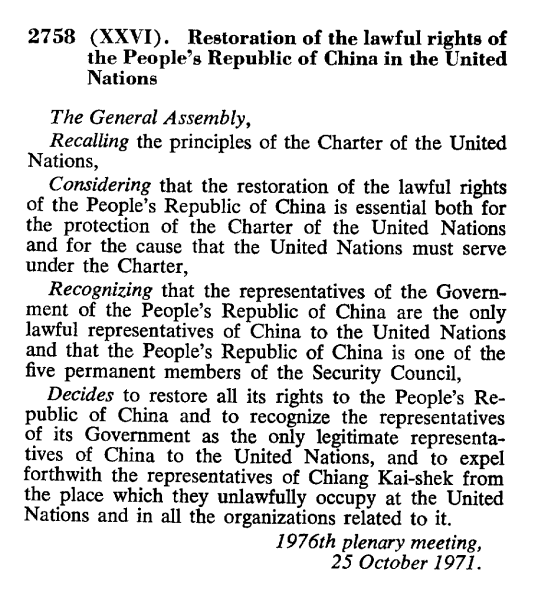
Resolució 2758 de l'Assemblea General de les Nacions Unides

Independent de facto, el seu territori és reclamat per la  República Popular de la Xina.[12]

## Estats que no són membres ni observadors de l'ONU, reconeguts per diversos membres de l'ONU (més de 40)
- República Àrab Sahrauí Democràtica, també conegut com a Sàhara Occidental.
Reconegut actualment per 45 membres de l'ONU (havien arribat a ser-ne 84).[13][14]
Des de la seva proclamació el 1976 té la major part del territori reclamat sota ocupació militar del  Marroc.[15]
- Kosovo.
Reconegut per 107 membres de l'ONU, a més de la República de la Xina, i Orde de Malta.[16]
Independent de facto des de la declaració d'independència de 2008,[17] el seu territori és reclamat per  Sèrbia, amb el suport de Rússia.[18]

## Observadors permanents de l'ONU amb reconeixement limitat
- Estat de Palestina.
Reconegut per 124 membres de l'ONU;[19] a més de la Ciutat del Vaticà i la República Àrab Sahrauí Democràtica.
Amb la major part del territori reclamat controlat per  Israel.[20]

## Membres de l'ONU amb reconeixement gairebé general
- Armènia.
No reconegut pel Pakistan.[21] A més, Armènia no té relacions diplomàtiques, entre d'altres, amb l'Azerbaidjan i Turquia per la Guerra de Nagorno-Karabakh.[22][23]
- Corea del Nord.
No reconegut per Corea del Sud, Estònia, França i el Japó.[24][25]
- Corea del Sud.
No reconegut per Corea del Nord.[26]
- Israel.
No reconegut per 32 membres de l'ONU: l'Afganistan, Algèria, l'Aràbia Saudí, Bahrain (des de 2009), Bangladesh, Bhutan, Brunei, les Comores, Corea del Nord, Cuba (des de 1973), Djibouti, els Emirats Àrabs Units, el Iemen, Indonèsia, l'Iraq, l'Iran (des de 1979), Kuwait, el Líban, Líbia, Malàisia, Mali (des de 1973), el Marroc, Níger (des de 1973), Oman, el Pakistan, Qatar (des de 2009), Síria, Somàlia, el Sudan, Tunísia, el Txad (des de 1972).[27]
- República Popular de la Xina.
No reconegut per Taiwan.
Al seu torn la República Popular de la Xina no té relacions diplomàtiques amb els 20 estats que sí que reconeixen Taiwan.[11]
- República de Xipre.
No reconegut per Turquia,[28] ni per la República Turca de Xipre del Nord[29]